# گویش یاسی

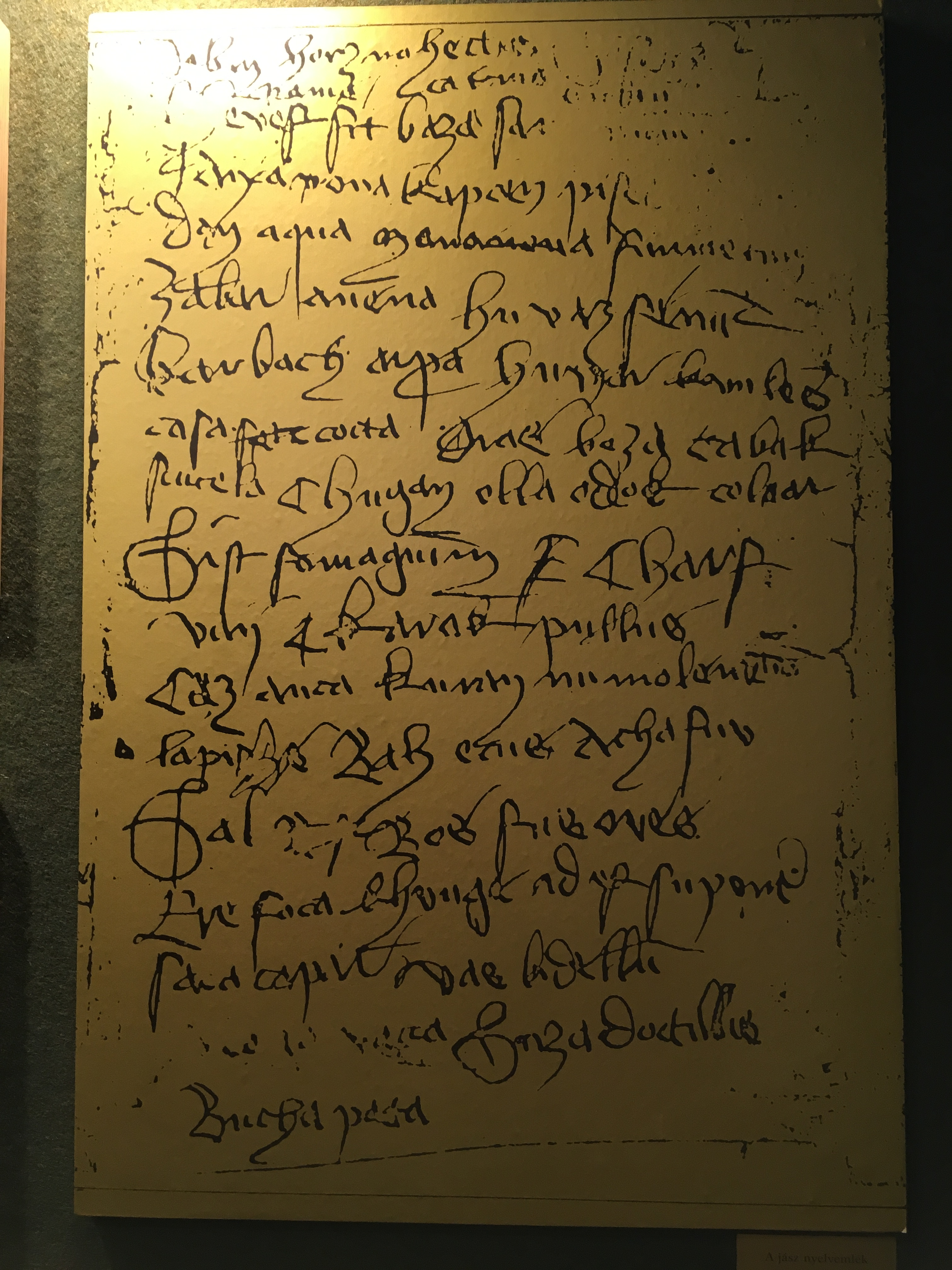
تنها نمونه از زبان یاسی (نسخهٔ چاپی از موزهٔ یاس‌برنی)

گویش یاسی (مجاری: jász، انگلیسی: Jassic) گویشی از زبان ایرانیِ آسی است و توسط قومی کوچ‌گرد صحبت می‌شد که در سدهٔ سیزدهم میلادی در مجارستان ساکن شدند. یاسی‌ها از اقوام ایرانی‌تبار سکا بودند که به خاطر حملات پی‌درپی مغول‌ها و تاتارها به همراه کومان‌ها به سوی مجارستان کوچیدند.

## تاریخچهٔ مهاجرت
شاه مجارستان، بلای چهارم یاسی‌ها را پذیرفت تا به او در برابر یورش‌های مغول و تاتار یاری برسانند؛ اما، پس از ورود آن‌ها به مجارستان، روابط میان اشرافیان مجار و قبایل یاسی-کومان رو به تیرگی نهاد و این قبایل مجارستان را ترک کردند. پس از پایان اشغال این نواحی از سوی مغول و تاتارها، یاسی‌ها و کومان‌ها هم به این سرزمین بازگشتند و در دشت بزرگ مجارستان سکنی گزیدند و پیشه اصلی آن‌ها در آغاز دام‌پروری بود. در خلال دو سده پس از آن، یاسی‌ها و کومان‌ها کاملاً در میان مجارها حل شدند و زبانشان نیز از میان رفت اما یک هویت یاسی در میان آن‌ها زنده ماند و تا سال ۱۸۷۶ نیز منطقهٔ خودمختارِ خود را داشتند. ده‌ها سکونتگاه در مجارستان مرکزی هنوز هم نام «یاس» را بر خود دارد؛ برای نمونه: یاس‌برنی، یاس‌آرُک‌سالاش، یاس‌فِنی‌سارو ویاس‌آلشوسنت‌دیوردی، و همچنین شهر یاش در رومانی.

## نمونه زبان
تنها سند از گویش یاسی در دههٔ ۱۹۵۰ در سازمان اسناد ملی مجارستان یافت شد که یک صفحه شامل ۳۴ واژه از فراورده‌های کشاورزی و دام‌ها است و احتمالاً برای مقاصد مالی و بازرگانی بوده است. واژه‌نامهٔ کوچکی از گویش یاسی توسط تطبیق با واژگان هم‌ریشه در گویش دیگوری زبان آسی بازسازی شده است.
دو نمونه از واژگان یاسی:
- daban horz[۲] (روز به‌خیر)، اوستیایی: дæ бон хорз
- dan (آب)، اوستیایی: дон

## خواهرخواندگی
در هشتم آذرماه سال ۱۳۸۶ رئیس و اعضای شورای شهر یاس‌برنی در دیداری که از مجتمع علوم دانشگاه یزد داشتند، درخواست خواهرخواندگی این دو شهر را دادند، که این امر انجام شد و این دو شهر هم‌اینک خواهرخوانده هستند. این دو شهر رابطهٔ تاریخی مستقیمی با هم ندارند، اما ریشه‌های باستانی، مردمانش را به یکدیگر ارتباط می‌دهد و از طرفی تلفظ آنها نیز شبیه است.